# The Document Foundation
The Document Foundation is een opensourcesoftware-organisatie, gesticht door communityleden van OpenOffice.org. Samen ontwikkelen zij het softwarepakket verder onder de naam LibreOffice, een zogenaamde fork van OpenOffice.org. The Document Foundation heeft als doel om een onafhankelijk softwarepakket te ontwikkelen, zonder auteursrechten op te eisen.

## Geschiedenis
De oprichting van The Document Foundation werd op 28 september 2010 aangekondigd. Ze kregen meteen de steun van andere bedrijven, waaronder Novell, RedHat, Canonical en Google.
The Document Foundation maakte een fork van OpenOffice.org, genaamd LibreOffice. Ontwikkelaars waren bang dat Oracle, net zoals OpenSolaris, OpenOffice.org ging laten vallen. De afsplitsing was mogelijk door het opensourcekader van OpenOffice.org, dat onder de LGPL wordt uitgebracht. Iedereen mag de broncode aanpassen en verder ontwikkelen. Als tegenreactie vraagt Oracle ontslag aan voor alle leden van The Document Foundation, die ook actief zijn in de raad van de OpenOffice.org gemeenschap (OpenOffice.org Community Council), met als reden: Belangenconflict. Eind oktober 2010 verlieten 33 ontwikkelaars OpenOffice.org en stapten over naar de ontwikkeling van LibreOffice.